# Вісник української громади в Хорватії
«Вісник української громади в Хорватії» — часопис української громади Республіки Хорватія, який видається що два місяці. Паралельно з паперовою версією часопису виходить й електронна.

## Історія
Почав виходити у місті Вуковар з травня 2008 року, після створення Української громади Республіки Хорватія. До створення часопису долучилися Українська громада міста Загреба, Українське культурно-просвітницьке товариство імені Івана Франка (Вуковар), Українське культурно-просвітницьке товариство імені Тараса Шевченка (Каніжа) та Культурно-просвітницьке товариство українців «Карпати» (Липовляни). 